# J-League Eleven Beat 1997
J-League Eleven Beat 1997 (Jリーグサッカーイレブンビート1997) és un videojoc de futbol per la Nintendo 64. Va ser llançat només al Japó el 1997. El videojoc no té la llicència dels jugadors de la J-League., i té una aparença de dibuix en cas contrari als altres videojocs japonesos de futbol de l'època, com pot ser J-League Dynamite Soccer 64.